# Slaget vid Karbala

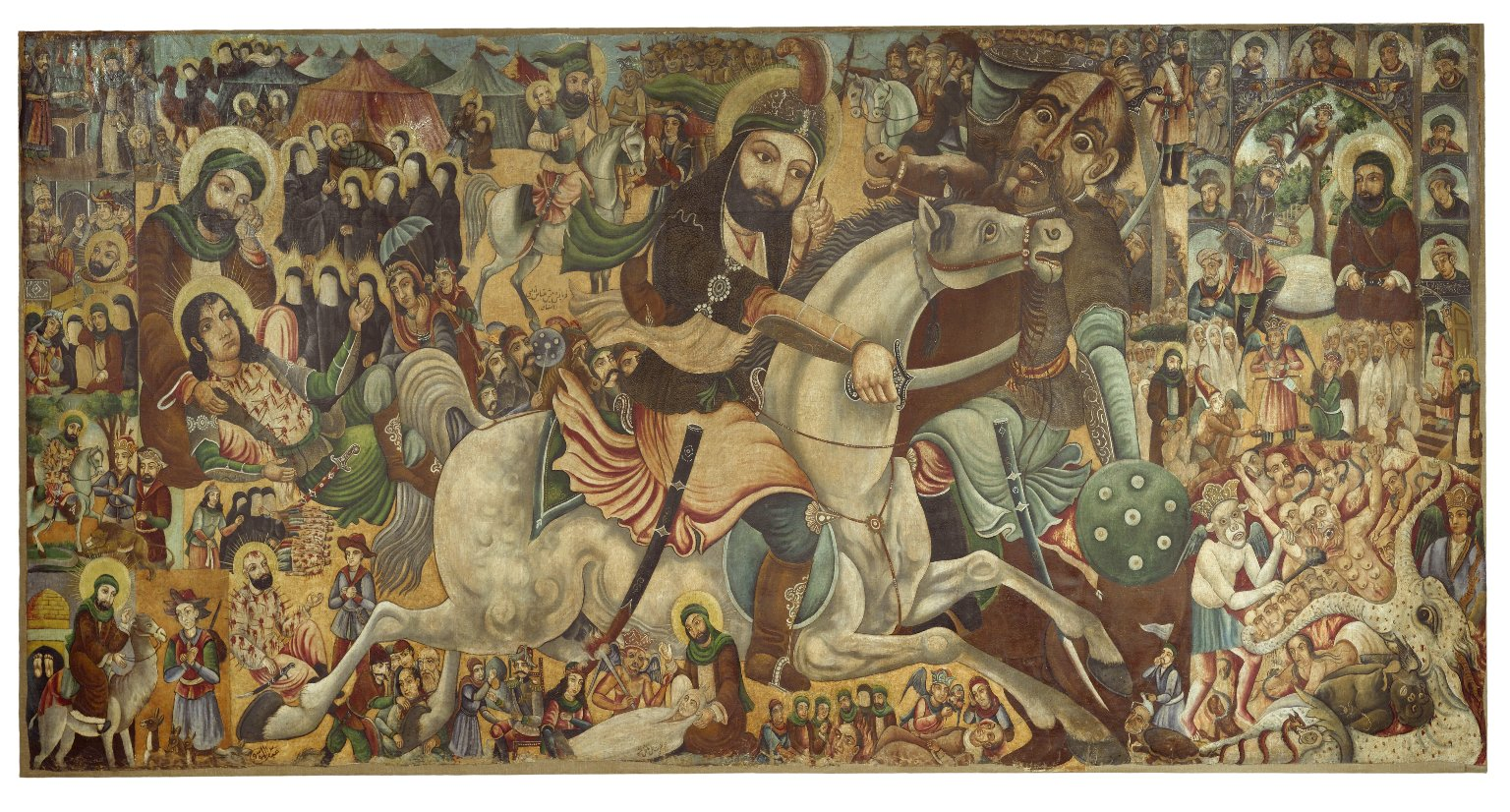
Abbas Al-Musavis tavla vid Brooklyn museum "Slaget vid Karbala".

Slaget vid Karbala (arabiska: مَعْرَكَة كَرْبَلَاء) ägde rum den 9 eller 10 oktober 680 (10 muharram 61 AH). Slaget stod mellan den islamiske profeten Muhammeds dotterson Husayn ibn Ali tillsammans med dennes armé och Yazid ibn Muawiyas armé. Yazid ibn Muawiya var den dåvarande umayyadiska kalifen.
Husayns armé med åtföljande tross bestod bland annat av medlemmar ur Muhammeds familj. På andra sidan stod befälhavaren för Yazids armé Umar ibn Sa'd.
Orsaken till kriget var att Yazid ibn Muawiya krävde att Husayn skulle acceptera honom som den rättfärdige och obestridde ledaren. Båda sidor visste att Husayn aldrig skulle acceptera Yazids krav. Yazid valde att använda sin makt genom att först förhindra att Husayn, dennes armé och följeslagare, fick tillgång till vatten i tre dagar. Husayn vägrade emellertid att göra Yazid till viljes, något som till slut ledde till att Husayn och hans armé dödades av Yazids armé. Samma kväll fångades de kvinnor och barn som följt med Husayns armé. Trots tortyr och trakasserier lyckades de till slut befria sig från Yazid. 
Husayn och hans mördade följeslagare i Karbala kallas med ett gemensamt namn för Karbalas Martyrer. Ashura och arbain är sorgehögtider till minne av Husayns martyrdöd.
Husayn ibn Ali bär också titeln Sayyid al-Shuhada, dvs. Martyrernas mästare.

## Politisk bakgrund
Efter mordet på den tredje kalifen Uthman av rebeller år 656, förklarade rebellerna och stadsborna i Medina Ali, en kusin och svärson till den islamiske profeten Muhammed, till kalif. Några av Muhammeds följeslagare inklusive Talha ibn Ubaydullah, Zubayr ibn al-Awwam och Mu'awiya ibn Abi Sufyan (då guvernör i Syrien), och Muhammeds änka Aisha, vägrade erkänna Ali. De uppmanade till hämnd mot Uthmans mördare och valet av en ny kalif genom shura (konsultation). Dessa händelser utlöste den Första fitnan (första muslimska inbördeskriget). När Ali mördades av Abd-al-Rahman ibn Muljam, en kharijit, år 661, efterträdde hans äldste son Hasan honom men undertecknade snart ett fredsavtal med Mu'awiya för att undvika ytterligare blodsutgjutelse. I fördraget skulle Hasan överlämna makten till Mu'awiya under förutsättning att Mu'awiya var en rättvis regent och att han inte skulle upprätta en dynasti. Efter Hasans död år 670, blev hans yngre bror Husayn chef för Banu Hashim-klanen som även den islamiske profeten Muhammed tillhörde. Även om hans fars anhängare i Kufa gav honom sin lojalitet, skulle han hålla sig till fredsavtalet mellan Hasan och Mu'awiya så länge den sistnämnde levde.
Slaget vid Karbala inträffade under krisen som följde av Yazid I:s efterträdande. År 676 nominerade Mu'awiya sin son Yazid som efterträdare, ett drag som av historikern Wilferd Madelung betecknades som ett brott mot Hasan-Muawiya-fördraget. Utan något företräde i islamisk historia väckte ärftligt efterträdande motstånd från flera håll. Mu'awiya kallade till en shura, eller rådgivande församling, i Damaskus och övertalade representanter från många provinser att gå med på hans plan genom diplomati och mutor. Han beordrade sedan Marwan ibn al-Hakam, dåvarande guvernören i Medina, där Husayn och flera andra inflytelserika muslimer bodde, att meddela beslutet. Marwan mötte motstånd mot detta tillkännagivande, särskilt från Husayn, Abdullah ibn al-Zubayr, Abdullah ibn Umar och Abd al-Rahman ibn Abu Bakr, sönerna till Muhammeds framstående följeslagare, som alla, i kraft av sin härkomst, också kunde göra anspråk på kaliftiteln.

### Källhänvisningar
1. ↑  Aghaie, Kamran Scot (2011-12-01) (på engelska). The Martyrs of Karbala: Shi'i Symbols and Rituals in Modern Iran. University of Washington Press. ISBN 978-0-295-80078-3. https://books.google.com/books?id=egGgUM_YdL8C&pg=PA8#v=onepage&q&f=false. Läst 16 augusti 2022
2. ↑  N.U.S, Syed Akbar Hyder Assistant Professor of Asian Studies and Islamic Studies University of Texas at Austin (2006-03-23) (på engelska). Reliving Karbala : Martyrdom in South Asian Memory: Martyrdom in South Asian Memory. Oxford University Press, USA. ISBN 978-0-19-970662-4. https://books.google.com/books?id=opBkfYKBOjsC&pg=PA212. Läst 16 augusti 2022
3. ↑  ”Chapter 1: Preamble” (på engelska). Al-Islam.org. 4 oktober 2015. https://www.al-islam.org/the-hidden-truth-about-karbala-ak-ahmed/chapter-1-preamble. Läst 4 maj 2020.
4. ↑  ”The Fifth Infallible, Hadhrat Imam al-Husayn, Sayyid al-Shuhada, The Third Imam” (på engelska). Al-Islam.org. 11 november 2014. https://www.al-islam.org/fourteen-luminaries-islam-ahmad-ahmadi-birjandi/fifth-infallible-hadhrat-imam-al-husayn-sayyid-al. Läst 4 maj 2020.
5. ↑  Donner 2010, s. 157–160.
6. 1 2 3  Madelung 2004, s. 493–498.
7. ↑  Donaldson 1933, s. 70–71.
8. ↑  Jafri 1979, s. 149–151.
9. ↑  Madelung 1997, s. 322–323.
10. ↑  Lammens 1927, s. 274.
11. ↑  Hawting 2002, s. 310.
12. ↑  Hitti 1961, s. 221.
13. ↑  Madelung 1997, s. 322.
14. ↑  Kennedy 2004, s. 88.
15. ↑  Lewis 2002, s. 67.
16. ↑  Wellhausen 1927, s. 145.
17. ↑  Hawting 2000, s. 46.